# 대한민국의 재외공관장
본 문서는 대한민국의 해외 주재 공관장 및 전/현직 공관장을 나열한 목록이다. 2024년 현재 대한민국은 수교한 193개 국가 중 116개 국가에 대사관을 개설하였다.

## 현직 대사 및 대사관

### 장관급
| 국가 및 기구 | 현 대사 | 역대 대사           | 홈페이지                  | 겸임국     | 임기           |
| ------------ | ------- | ------------------- | ------------------------- | ---------- | -------------- |
| 일본         | 박철희  | 역대 주 일본 대사   | 주 일본 대한민국 대사관   |            | 27대 (2024년~) |
| 중국         | 김대기  | 역대 주 중국 대사   | 주 중국 대한민국 대사관   |            | 15대 (2024년~) |
| 미국         | 조현동  | 역대 주 미국 대사   | 주 미국 대한민국 대사관   |            | 28대 (2023년~) |
| 러시아       | 이도훈  | 역대 주 러시아 대사 | 주 러시아 대한민국 대사관 | 아르메니아 | 16대 (2023년~) |
| 유엔         | 황준국  | 역대 주 유엔 대사   | 주 유엔 대한민국 대표부   |            | 27대 (2022년~) |
| OECD         | 최상대  | 역대 주 OECD 대사   | 주 OECD 대한민국 대표부   |            | 13대 (2023년~) |

### 차관급
| 국가 및 기구          | 현 대사 | 역대 대사                     | 홈페이지                                                       | 겸임국     | 임기           |
| --------------------- | ------- | ----------------------------- | -------------------------------------------------------------- | ---------- | -------------- |
| 영국 IMO              | 윤여철  | 역대 주 영국 대사             | 주 영국 대한민국 대사관 겸 주 IMO 대한민국 대표부              |            | 26대 (2022년~) |
| 프랑스                | 문승현  | 역대 주 프랑스 대사           | 주 프랑스 대한민국 대사관                                      | 모나코     | 28대 (2024년~) |
| 독일                  | 임상범  | 역대 주 독일 대사             | 주 독일 대한민국 대사관                                        |            | 26대 (2024년~) |
| 인도                  | 장재복  | 역대 주 인도 대사             | 주 인도 대한민국 대사관                                        |            | 21대 (2021년~) |
| 벨기에 유럽 연합 NATO | 유정현  | 역대 주 벨기에·유럽 연합 대사 | 주 벨기에·유럽 연합 대한민국 대사관 겸 주 NATO 대한민국 대표부 | 룩셈부르크 | 24대 (2023년~) |
| ASEAN                 | 이장근  | 역대 주 ASEAN 대사            | 주 ASEAN 대한민국 대표부                                       |            | 6대 (2023년~)  |
| 제네바 내 국제기구    | 윤성덕  | 역대 주 제네바 대사           | 주 제네바 대한민국 대표부                                      |            | 28대 (2023년~) |

### 비고위급
| 국가 및 기구             | 현 대사 | 역대 대사                      | 홈페이지                                                          | 겸임국                                                      |
| ------------------------ | ------- | ------------------------------ | ----------------------------------------------------------------- | ----------------------------------------------------------- |
| 가나                     | 임정택  | 역대 주 가나 대사              | 주 가나 대한민국 대사관                                           | 베냉 토고                                                   |
| 가봉                     | 류창수  | 역대 주 가봉 대사              | 주 가봉 대한민국 대사관                                           | 상투메 프린시페 적도 기니                                   |
| 과테말라                 | 장하연  | 역대 주 과테말라 대사          | 주 과테말라 대한민국 대사관                                       |                                                             |
| 그리스                   | 이정일  | 역대 주 그리스 대사            | 주 그리스 대한민국 대사관                                         | 알바니아 키프로스                                           |
| 나이지리아               | 김영채  |                                | 주 나이지리아 대한민국 대사관                                     | 라이베리아 시에라리온                                       |
| 남아프리카 공화국        | 박철주  | 역대 주 남아프리카 공화국 대사 | 주 남아프리카 공화국 대한민국 대사관                              | 레소토 보츠와나                                             |
| 네덜란드                 | 정연두  | 역대 주 네덜란드 대사          | 주 네덜란드 대한민국 대사관                                       |                                                             |
| 네팔                     | 박종석  | 역대 주 네팔 대사              | 주 네팔 대한민국 대사관                                           |                                                             |
| 노르웨이                 | 김필우  | 역대 주 노르웨이 대사          | 주 노르웨이 대한민국 대사관                                       | 아이슬란드                                                  |
| 뉴질랜드                 | 이상진  | 역대 주 뉴질랜드 대사          | 주 뉴질랜드 대한민국 대사관                                       | 니우에 사모아 쿡 제도 통가                                  |
| 니카라과                 | 신성기  |                                | 주 니카라과 대한민국 대사관                                       |                                                             |
| 덴마크                   | 김형길  |                                | 주 덴마크 대한민국 대사관                                         |                                                             |
| 도미니카 공화국          | 이인호  | 역대 주 도미니카 공화국 대사   | 주 도미니카 공화국 대한민국 대사관                                | 도미니카 연방 바하마 세인트키츠 네비스 아이티 앤티가 바부다 |
| 동티모르                 | 김정호  | 역대 주 동티모르 대사          | 주 동티모르 대한민국 대사관                                       |                                                             |
| 라오스                   | 정영수  | 역대 주 라오스 대사            | 주 라오스 대한민국 대사관                                         |                                                             |
| 라트비아                 | 한성진  | 역대 주 라트비아 대사          | 주 라트비아 대한민국 대사관                                       |                                                             |
| 레바논                   | 박일    | 역대 주 레바논 대사            | 주 레바논 대한민국 대사관                                         | 시리아                                                      |
| 루마니아                 | 임갑수  |                                | 주 루마니아 대한민국 대사관                                       |                                                             |
| 르완다                   | 채진원  | 역대 주 르완다 대사            | 주 르완다 대한민국 대사관                                         | 부룬디                                                      |
| 리비아                   | 이상수  | 역대 주 리비아 대사            | 주 리비아 대한민국 대사관                                         |                                                             |
| 마다가스카르             | 손용호  | 역대 주 마다가스카르 대사      | 주 마다가스카르 대한민국 대사관                                   | 모리셔스 코모로                                             |
| 말레이시아               | 이치범  | 역대 주 말레이시아 대사        | 주 말레이시아 대한민국 대사관                                     |                                                             |
| 멕시코                   | 서정인  | 역대 주 멕시코 대사            | 주 멕시코 대한민국 대사관                                         | 자메이카 쿠바                                               |
| 모로코                   | 정기용  |                                | 주 모로코 대한민국 대사관                                         | 모리타니                                                    |
| 모잠비크                 | 최원석  | 역대 주 모잠비크 대사          | 주 모잠비크 대한민국 대사관                                       | 에스와티니                                                  |
| 몽골                     | 이여홍  |                                | 주 몽골 대한민국 대사관                                           |                                                             |
| 미얀마                   | 강금구  |                                | 주 미얀마 대한민국 대사관                                         |                                                             |
| 바레인                   | 정해관  | 역대 주 바레인 대사            | 주 바레인 대한민국 대사관                                         |                                                             |
| 바티칸 시국              | 추규호  | 역대 주 교황청 대사            | 주 교황청 대한민국 대사관                                         |                                                             |
| 방글라데시               | 이장근  | 역대 주 방글라데시 대사        | 주 방글라데시 대한민국 대사관                                     | 부탄                                                        |
| 베네수엘라               | 여승철  |                                | 주 베네수엘라 대한민국 대사관                                     | 가이아나 수리남                                             |
| 베트남                   | 오영주  | 역대 주 베트남 대사            | 주 베트남 대한민국 대사관                                         |                                                             |
| 벨라루스                 | 박두순  | 역대 주 벨라루스 대사          | 주 벨라루스 대한민국 대사관                                       |                                                             |
| 볼리비아                 | 김기홍  | 역대 주 볼리비아 대사          | 주 볼리비아 대한민국 대사관                                       |                                                             |
| 불가리아                 | 이호식  |                                | 주 불가리아 대한민국 대사관                                       | 북마케도니아                                                |
| 브라질                   | 임기모  | 역대 주 브라질 대사            | 주 브라질 대한민국 대사관                                         |                                                             |
| 브루나이                 | 김성은  | 역대 주 브루나이 대사          | 주 브루나이 대한민국 대사관                                       |                                                             |
| 사우디아라비아           | 박준용  | 역대 주 사우디아라비아 대사    | 주 사우디아라비아 대한민국 대사관                                 |                                                             |
| 세네갈                   | 김지준  | 역대 주 세네갈 대사            | 주 세네갈 대한민국 대사관                                         | 감비아 기니 기니비사우 말리 카보베르데                      |
| 세르비아                 | 이재웅  | 역대 주 세르비아 대사          | 주 세르비아 대한민국 대사관                                       | 몬테네그로                                                  |
| 수단                     | 이상정  | 역대 주 수단 대사              | 주 수단 대한민국 대사관                                           | 에리트레아                                                  |
| 스리랑카                 | 정운진  | 역대 주 스리랑카 대사          | 주 스리랑카 대한민국 대사관                                       | 몰디브                                                      |
| 스웨덴                   | 하태역  | 역대 주 스웨덴 대사            | 주 스웨덴 대한민국 대사관                                         |                                                             |
| 스위스                   | 노태강  | 역대 주 스위스 대사            | 주 스위스 대한민국 대사관                                         | 리히텐슈타인                                                |
| 스페인                   | 박상훈  | 역대 주 스페인 대사            | 주 스페인 대한민국 대사관                                         | 안도라                                                      |
| 슬로바키아               | 이병도  | 역대 주 슬로바키아 대사        | 주 슬로바키아 대한민국 대사관                                     |                                                             |
| 싱가포르                 | 최훈    | 역대 주 싱가포르 대사          | 주 싱가포르 대한민국 대사관                                       |                                                             |
| 아랍에미리트             | 이석구  |                                | 주 아랍에미리트 대한민국 대사관                                   |                                                             |
| 아르헨티나               | 장명수  | 역대 주 아르헨티나 대사        | 주 아르헨티나 대한민국 대사관                                     |                                                             |
| 아일랜드                 | 권기환  | 역대 주 아일랜드 대사          | 주 아일랜드 대한민국 대사관                                       |                                                             |
| 아제르바이잔             | 이은용  |                                | 주 아제르바이잔 대한민국 대사관                                   | 조지아                                                      |
| 아프가니스탄             | 최태호  | 역대 주 아프가니스탄 대사      | 주 아프가니스탄 대한민국 대사관                                   |                                                             |
| 알제리                   | 김창모  | 역대 주 알제리 대사            | 주 알제리 대한민국 대사관                                         |                                                             |
| 앙골라                   | 최광진  | 역대 주 앙골라 대사            | 주 앙골라 대한민국 대사관                                         | 나미비아                                                    |
| 에콰도르                 | 고봉우  | 역대 주 에콰도르 대사          | 주 에콰도르 대한민국 대사관                                       |                                                             |
| 에티오피아 아프리카 연합 | 강석희  | 역대 주 에티오피아 대사        | 주 에티오피아 대한민국 대사관 겸 주 아프리카 연합 대한민국 대표부 | 세이셸 지부티                                               |
| 엘살바도르               | 추원훈  | 역대 주 엘살바도르 대사        | 주 엘살바도르 대한민국 대사관                                     | 벨리즈                                                      |
| 예멘                     | 곽태열  | 역대 주 예멘 대사              | 주 예멘 대한민국 대사관                                           |                                                             |
| 오만                     | 김기주  | 역대 주 오만 대사              | 주 오만 대한민국 대사관                                           |                                                             |
| 오스트레일리아           | 김완중  | 역대 주 호주 대사              | 주 호주 대한민국 대사관                                           |                                                             |
| 오스트리아               | 함상욱  | 역대 주 오스트리아 대사        | 주 오스트리아 대한민국 대사관                                     | 슬로베니아 코소보                                           |
| 온두라스                 | 심재현  |                                | 주 온두라스 대한민국 대사관                                       |                                                             |
| 요르단                   | 이재완  | 역대 주 요르단 대사            | 주 요르단 대한민국 대사관                                         |                                                             |
| 우간다                   | 박성수  | 역대 주 우간다 대사            | 주 우간다 대한민국 대사관                                         | 남수단                                                      |
| 우루과이                 | 이은철  | 역대 주 우루과이 대사          | 주 우루과이 대한민국 대사관                                       |                                                             |
| 우즈베키스탄             | 김희상  | 역대 주 우즈베키스탄 대사      | 주 우즈베키스탄 대한민국 대사관                                   |                                                             |
| 우크라이나               | 김형태  |                                | 주 우크라이나 대한민국 대사관                                     | 몰도바                                                      |
| 유네스코                 | 박상미  |                                | 주 유네스코 대한민국 대표부                                       |                                                             |
| 이라크                   | 최성수  | 역대 주 이라크 대사            | 주 이라크 대한민국 대사관                                         |                                                             |
| 이란                     | 윤강현  | 역대 주 이란 대사              | 주 이란 대한민국 대사관                                           |                                                             |
| 이스라엘                 | 서동구  |                                | 주 이스라엘 대한민국 대사관                                       |                                                             |
| 이집트                   | 홍진욱  | 역대 주 이집트 대사            | 주 이집트 대한민국 대사관                                         |                                                             |
| 이탈리아                 | 이성호  | 역대 주 이탈리아 대사          | 주 이탈리아 대한민국 대사관                                       | 몰타 산마리노                                               |
| 인도네시아               | 박태성  | 역대 주 인도네시아 대사        | 주 인도네시아 대한민국 대사관                                     |                                                             |
| 짐바브웨                 | 도봉개  |                                | 주 짐바브웨 대한민국 대사관                                       | 말라위 잠비아                                               |
| 체코                     | 김태진  | 역대 주 체코 대사              | 주 체코 대한민국 대사관                                           |                                                             |
| 칠레                     | 황경태  | 역대 주 칠레 대사              | 주 칠레 대한민국 대사관                                           |                                                             |
| 카메룬                   | 김종한  | 역대 주 카메룬 대사            | 주 카메룬 대한민국 대사관                                         | 중앙아프리카 공화국 차드                                    |
| 카자흐스탄               | 구홍석  | 역대 주 카자흐스탄 대사        | 주 카자흐스탄 대한민국 대사관                                     |                                                             |
| 카타르                   | 이준호  | 역대 주 카타르 대사            | 주 카타르 대한민국 대사관                                         |                                                             |
| 캄보디아                 | 박흥경  | 역대 주 캄보디아 대사          | 주 캄보디아 대한민국 대사관                                       |                                                             |
| 캐나다                   | 장경룡  | 역대 주 캐나다 대사            | 주 캐나다 대한민국 대사관                                         |                                                             |
| 케냐                     | 여성준  | 역대 주 케냐 대사              | 주 케냐 대한민국 대사관                                           | 소말리아                                                    |
| 코스타리카               | 김진해  |                                | 주 코스타리카 대한민국 대사관                                     |                                                             |
| 코트디부아르             | 이상열  |                                | 주 코트디부아르 대한민국 대사관                                   | 니제르 부르키나파소                                         |
| 콜롬비아                 | 추종연  | 역대 주 콜롬비아 대사          | 주 콜롬비아 대한민국 대사관                                       |                                                             |
| 콩고 민주 공화국         | 조재철  |                                | 주 콩고 민주 공화국 대한민국 대사관                               | 콩고 공화국                                                 |
| 쿠웨이트                 | 정병하  | 역대 주 쿠웨이트 대사          | 주 쿠웨이트 대한민국 대사관                                       |                                                             |
| 크로아티아               | 홍성욱  | 역대 주 크로아티아 대사        | 주 크로아티아 대한민국 대사관                                     | 보스니아 헤르체고비나                                       |
| 키르기스스탄             | 이원재  |                                | 주 키르기스스탄 대한민국 대사관                                   |                                                             |
| 타이완                   | 정병원  |                                | 주 타이베이 대한민국 대표부                                       |                                                             |
| 타지키스탄               | 권동석  |                                | 주 타지키스탄 대한민국 대사관                                     |                                                             |
| 탄자니아                 | 김선표  | 역대 주 탄자니아 대사          | 주 탄자니아 대한민국 대사관                                       |                                                             |
| 태국                     | 문승현  | 역대 주 태국 대사              | 주 태국 대한민국 대사관                                           |                                                             |
| 투르크메니스탄           | 신성철  |                                | 주 투르크메니스탄 대한민국 대사관                                 |                                                             |
| 튀니지                   | 선남국  |                                | 주 튀니지 대한민국 대사관                                         |                                                             |
| 튀르키예                 | 이원익  | 역대 주 튀르키예 대사          | 주 튀르키예 대한민국 대사관                                       |                                                             |
| 트리니다드 토바고        | 오동일  | 역대 주 트리니다드 토바고 대사 | 주 트리니다드 토바고 대한민국 대사관                              | 그레나다 바베이도스 세인트루시아 세인트빈센트 그레나딘      |
| 파나마                   | 정진규  | 역대 주 파나마 대사            | 주 파나마 대한민국 대사관                                         |                                                             |
| 파라과이                 | 우인식  | 역대 주 파라과이 대사          | 주 파라과이 대한민국 대사관                                       |                                                             |
| 파키스탄                 | 서상표  | 역대 주 파키스탄 대사          | 주 파키스탄 대한민국 대사관                                       |                                                             |
| 파푸아뉴기니             | 강호증  | 역대 주 파푸아뉴기니 대사      | 주 파푸아뉴기니 대한민국 대사관                                   | 바누아투 솔로몬 제도                                        |
| 팔레스타인               | 송시진  |                                | 주 팔레스타인 대한민국 대표사무소                                 |                                                             |
| 페루                     | 조영준  | 역대 주 페루 대사              | 주 페루 대한민국 대사관                                           |                                                             |
| 포르투갈                 | 조영무  |                                | 주 포르투갈 대한민국 대사관                                       |                                                             |
| 폴란드                   | 임훈민  | 역대 주 폴란드 대사            | 주 폴란드 대한민국 대사관                                         | 리투아니아                                                  |
| 피지                     | 박영규  | 역대 주 피지 대사              | 주 피지 대한민국 대사관                                           | 나우루 마셜 제도 미크로네시아 연방 키리바시 투발루          |
| 핀란드                   | 천준호  | 역대 주 핀란드 대사            | 주 핀란드 대한민국 대사관                                         | 에스토니아                                                  |
| 필리핀                   | 김인철  | 역대 주 필리핀 대사            | 주 필리핀 대한민국 대사관                                         | 팔라우                                                      |
| 헝가리                   | 박철민  | 역대 주 헝가리 대사            | 주 헝가리 대한민국 대사관                                         |                                                             |

### 분관장
| 소속 국가      | 분관 소재 도시 | 현 분관장 | 역대 분관장               | 홈페이지                    |
| -------------- | -------------- | --------- | ------------------------- | --------------------------- |
| 나이지리아     | 라고스         | 강행구    | 역대 주 라고스 분관장     | 주 라고스 대한민국 분관     |
| 뉴질랜드       | 오클랜드       | 김인택    |                           | 주 오클랜드 대한민국 분관   |
| 독일           | 본             | 허승재    | 역대 주 본 분관장         | 주 본 대한민국 분관         |
| 스페인         | 라스팔마스     | 전근석    | 역대 주 라스팔마스 분관장 | 주 라스팔마스 대한민국 분관 |
| 오스트레일리아 | 멜버른         | 이창훈    | 역대 주 멜버른 분관장     | 주 멜버른 대한민국 분관     |
| 인도네시아     | 발리           | 문영주    | 역대 주 발리 분관장       | 주 발리 대한민국 분관       |
| 자메이카       | 킹스턴         | 임배진    |                           | 주 킹스턴 대한민국 분관     |
| 적도 기니      | 말라보         | 우홍구    | 역대 주 말라보 분관장     | 주 말라보 대한민국 분관     |
| 조지아         | 트빌리시       | 정대수    |                           | 주 트빌리시 대한민국 분관   |
| 캄보디아       | 시엠레아프     | 박도권    | 역대 주 시엠레아프 분관장 | 주 시엠레아프 대한민국 분관 |
| 파키스탄       | 카라치         | 김학성    | 역대 주 카라치 분관장     | 주 카라치 대한민국 분관     |
| 필리핀         | 세부           | 송세원    | 역대 주 세부 분관장       | 주 세부 대한민국 분관       |

## 현직 총영사 및 총영사관
| 소속 국가      | 총영사관 소재 도시 | 현 총영사 | 역대 총영사                     | 홈페이지                              |
| -------------- | ------------------ | --------- | ------------------------------- | ------------------------------------- |
| 독일           | 프랑크푸르트       | 고경석    | 역대 주 프랑크푸르트 총영사     | 주 프랑크푸르트 대한민국 총영사관     |
| 독일           | 함부르크           | 정기홍    | 역대 주 함부르크 총영사         | 주 함부르크 대한민국 총영사관         |
| 러시아         | 블라디보스토크     | 하병규    | 역대 주 블라디보스토크 총영사   | 주 블라디보스토크 대한민국 총영사관   |
| 러시아         | 상트페테르부르크   | 변철환    | 역대 주 상트페테르부르크 총영사 | 주 상트페테르부르크 대한민국 총영사관 |
| 러시아         | 이르쿠츠크         | 김세웅    | 역대 주 이르쿠츠크 총영사       | 주 이르쿠츠크 대한민국 총영사관       |
| 미국           | 뉴욕               | 정병화    | 역대 주 뉴욕 총영사             | 주 뉴욕 대한민국 총영사관             |
| 미국           | 로스앤젤레스       | 김영완    | 역대 주 로스앤젤레스 총영사     | 주 로스앤젤레스 대한민국 총영사관     |
| 미국           | 보스턴             | 유기준    | 역대 주 보스턴 총영사           | 주 보스턴 대한민국 총영사관           |
| 미국           | 샌프란시스코       | 윤상수    | 역대 주 샌프란시스코 총영사     | 주 샌프란시스코 대한민국 총영사관     |
| 미국           | 시애틀             | 서은지    | 역대 주 시애틀 총영사           | 주 시애틀 대한민국 총영사관           |
| 미국           | 시카고             | 김정한    | 역대 주 시카고 총영사           | 주 시카고 대한민국 총영사관           |
| 미국           | 애틀랜타           | 박윤주    | 역대 주 애틀랜타 총영사         | 주 애틀랜타 대한민국 총영사관         |
| 미국           | 호놀룰루           | 홍석인    |                                 | 주 호놀룰루 대한민국 총영사관         |
| 미국           | 휴스턴             | 안명수    | 역대 주 휴스턴 총영사           | 주 휴스턴 대한민국 총영사관           |
| 베트남         | 다낭               | 안민식    |                                 | 주 다낭 대한민국 총영사관             |
| 베트남         | 호찌민             | 강명일    |                                 | 주 호찌민 대한민국 총영사관           |
| 브라질         | 상파울루           | 황인상    | 역대 주 상파울루 총영사         | 주 상파울루 대한민국 총영사관         |
| 사우디아라비아 | 지다               | 한병진    | 역대 주 지다 총영사             | 주 지다 대한민국 총영사관             |
| 스페인         | 바르셀로나         | 허남덕    | 역대 주 바르셀로나 총영사       | 주 바르셀로나 대한민국 총영사관       |
| 아랍에미리트   | 두바이             | 문병준    | 역대 주 두바이 총영사           | 주 두바이 대한민국 총영사관           |
| 오스트레일리아 | 시드니             | 홍상우    | 역대 주 시드니 총영사           | 주 시드니 대한민국 총영사관           |
| 이탈리아       | 밀라노             | 강형식    | 역대 주 밀라노 총영사           | 주 밀라노 대한민국 총영사관           |
| 인도           | 뭄바이             | 김영옥    |                                 | 주 뭄바이 대한민국 총영사관           |
| 인도           | 첸나이             | 권영습    | 역대 주 첸나이 총영사           | 주 첸나이 대한민국 총영사관           |
| 일본           | 고베               | 양기호    | 역대 주 고베 총영사             | 주 고베 대한민국 총영사관             |
| 일본           | 나고야             | 박선철    | 역대 주 나고야 총영사           | 주 나고야 대한민국 총영사관           |
| 일본           | 니가타             | 권상희    | 역대 주 니가타 총영사           | 주 니가타 대한민국 총영사관           |
| 일본           | 삿포로             | 배병수    |                                 | 주 삿포로 대한민국 총영사관           |
| 일본           | 센다이             | 임희순    | 역대 주 센다이 총영사           | 주 센다이 대한민국 총영사관           |
| 일본           | 오사카             | 김형준    | 역대 주 오사카 총영사           | 주 오사카 대한민국 총영사관           |
| 일본           | 요코하마           | 윤희찬    | 역대 주 요코하마 총영사         | 주 요코하마 대한민국 총영사관         |
| 일본           | 후쿠오카           | 박건찬    | 역대 주 후쿠오카 총영사         | 주 후쿠오카 대한민국 총영사관         |
| 일본           | 히로시마           | 임시흥    | 역대 주 히로시마 총영사         | 주 히로시마 대한민국 총영사관         |
| 중국           | 광저우             | 한재혁    | 역대 주 광저우 총영사           | 주 광저우 대한민국 총영사관           |
| 중국           | 상하이             | 김승호    | 역대 주 상하이 총영사           | 주 상하이 대한민국 총영사관           |
| 중국           | 선양               | 최두석    | 역대 주 선양 총영사             | 주 선양 대한민국 총영사관             |
| 중국           | 시안               | 김한규    | 역대 주 시안 총영사             | 주 시안 대한민국 총영사관             |
| 중국           | 우한               | 강승석    |                                 | 주 우한 대한민국 총영사관             |
| 중국           | 청두               | 이광호    |                                 | 주 청두 대한민국 총영사관             |
| 중국           | 칭다오             | 김경한    | 역대 주 칭다오 총영사           | 주 칭다오 대한민국 총영사관           |
| 중국           | 홍콩               | 백용천    | 역대 주 홍콩 총영사             | 주 홍콩 대한민국 총영사관             |
| 카자흐스탄     | 알마티             | 박내천    | 역대 주 알마티 총영사           | 주 알마티 대한민국 총영사관           |
| 캐나다         | 몬트리올           | 김상도    | 역대 주 몬트리올 총영사         | 주 몬트리올 대한민국 총영사관         |
| 캐나다         | 밴쿠버             | 견종호    | 역대 주 밴쿠버 총영사           | 주 밴쿠버 대한민국 총영사관           |
| 캐나다         | 토론토             | 김득환    | 역대 주 토론토 총영사           | 주 토론토 대한민국 총영사관           |
| 튀르키예       | 이스탄불           | 우성규    | 역대 주 이스탄불 총영사         | 주 이스탄불 대한민국 총영사관         |

주 몬트리올 총영사는  국제 민간 항공 기구(ICAO) 대사의 역할을 겸임한다.

### 출장소장
| 소속 국가      | 소속 총영사관 소재 도시 | 출장소 소재 도시 | 현 출장소장 | 역대 출장소장                     | 홈페이지                            |
| -------------- | ----------------------- | ---------------- | ----------- | --------------------------------- | ----------------------------------- |
| 러시아         | 블라디보스토크          | 유즈노사할린스크 | 박상태      | 역대 주 유즈노사할린스크 출장소장 | 주 유즈노사할린스크 대한민국 출장소 |
| 미국           | 뉴욕                    | 필라델피아       | 정대섭      | 역대 주 필라델피아 출장소장       | 주 필라델피아 대한민국 출장소       |
| 미국           | 시애틀                  | 앵커리지         | 상승만      |                                   | 주 앵커리지 대한민국 출장소         |
| 미국           | 호놀룰루                | 하갓냐           | 김인국      | 역대 주 하갓냐 출장소장           | 주 하갓냐 대한민국 출장소           |
| 미국           | 휴스턴                  | 댈러스           | 김명준      | 역대 주 댈러스 출장소장           | 주 댈러스 대한민국 출장소           |
| 오스트레일리아 | 시드니                  | 브리즈번         | 배한진      |                                   | 주 브리즈번 대한민국 출장소         |
| 중국           | 선양                    | 다롄             | 곽영희      |                                   | 주 다롄 대한민국 출장소             |

## 같이 보기
- 대한민국 주재 외국공관 목록
- 대한민국의 재외공관 목록